# Omega
Omega  (ω; tiếng Hy Lạp cổ: Ωμέγα) là chữ cái thứ 24 của bảng chữ cái Hy Lạp. Trong hệ thống số Hy Lạp, nó có giá trị 800.

## Sử dụng
- Trong hóa học, Ω là khí hiệu đối với oxy-18, một đồng vị tự nhiên, ổn định của oxy
- Trong vật lí, Ω (Ohm) thể hiện điện trở (mức độ cản dòng điện) của 1 vật, ω thể hiện tần số góc, của sự quay vòng tròn.

Ohm (đọc là Ôm) là đơn vị đo điện trở R trong hệ SI, được đặt tên theo nhà vật lý người Đức Georg Simon Ohm. Đơn vị Ohm xuất phát từ định luật Ohm. Định luật Ohm cho rằng cường độ dòng điện khi đi qua vật dẫn điện luôn tỷ lệ thuận với hiệu điện thế (U) đi qua 2 điểm đó.
Điện trở đóng vai trò vô cùng quan trọng, có chức năng dùng để hạn chế cường độ dòng điện chảy trong mạch, chia điện áp cũng như kích hoạt các linh kiện điện tử chủ động.
Kí hiệu của đơn vị Ohm là Ω.
- Trong lí thuyết tập hợp, ω là kí hiệu của Số thứ tự vô hạn.